# Worms: Battle Islands
Worms: Battle Islands ist ein Artillery-Spiel-Spiel von Team17. Das Spiel erschien im Jahr 2010. Es ist ein Spiel der Worms-Reihe.

## Spielprinzip
Worms: Battle Islands ist ein rundenbasiertes Artilleriespiel. Jeder Spieler steuert ein Team aus mehreren Würmern. Im Laufe des Spiels wählen die Spieler abwechselnd einen ihrer Würmer aus. Das Spiel bietet ein abwechslungsreiches Waffenarsenal. Auch umfasst dieses Spiel ein Tutorial, Einzelspieler-Herausforderungen und einen Multiplayer-Modus für bis zu vier Teams. Das Spiel bietet verschiedene Schwierigkeitsstufen an. Die Zeit, die zum Abschließen einer Herausforderung benötigt wird, wird gespeichert und die besten Zeiten werden auf einer Bestenliste angezeigt. Im Mehrspielermodus können bis zu vier Spieler online oder an einer Konsole mit- oder gegeneinander antreten.

## Rezeption
Das Spiel erhielt gute bis durchschnittliche Kritiken. Laut Metacritic bekam die Wii-Version 58/100 Punkten und die PSP-Version erhielt eine Punktzahl von 72/100.